# Canale Ticinello
Il canale Ticinello (in lombardo Tisinell) è un corso d'acqua irriguo della Provincia di Milano che ha l'incile a Castelletto di Abbiategrasso sul Naviglio Grande e che sfocia tra Mettone e Casirate Olona nella Roggia Carona.

## Storia

### Le origini
Il Ticinello o Ticino Nuovo era un canale difensivo costruito nel 1152 (o 1157) da Castelletto di Abbiategrasso a Landriano, da Guglielmo da Guintellino a difesa di Milano dalle incursioni dei Pavesi alleati di Federico Barbarossa. Dove questo canale prendesse acqua non è certo. Secondo alcuni, è possibile che lo facesse direttamente dal Ticino e, in questo caso, in una data anteriore a quelle (il 1179 o il 1177) storicamente indicate come l'inizio dei lavori a Tornavento di Lonate Pozzolo per il futuro Naviglio Grande. Secondo altri, il collegamento al Ticino sarebbe avvenuto nel 1239, nel periodo delle battaglie che videro contrapposto Federico II di Svevia a Milano e altri comuni a questa alleati.
Congiunto il Ticino con Abbiategrasso, il Ticinello era un canale irriguo, che proseguiva fino a Casirate Olona, da dove continuava fino a confluire nel fiume Lambro Meridionale nei pressi di Landriano.

### La costruzione del Naviglio Grande
Prima della fine del XII secolo venne derivato, sempre da Castelletto di Abbiategrasso, un nuovo canale, che in un primo tempo raggiungeva Gaggiano e venne chiamato appunto navigio de Gazano (naviglio di Gaggiano) e che in seguito fu prolungato fino a Milano. Il canale venne terminato nel 1209.
Nel 1269, gli alvei del Ticinello fino ad Abbiategrasso e del naviglio di Gaggiano vennero notevolmente allargati, allo scopo di divenire navigabili. I lavori terminarono nel 1272. Il naviglio di Gaggiano assunse poi il nome di Naviglio Grande, mentre il nome di Ticinello restò al canale che da Abbiategrasso raggiungeva la Roggia Carona.

### La costruzione del Naviglio di Bereguardo
Con la costruzione del Naviglio di Bereguardo, canale che deriva le sue acque dal Naviglio Grande ad Abbiategrasso, costruito tra il 1420 ed il 1470, il Ticinello, subì un notevole impoverimento idrico.
Lo scolmatore del Naviglio Grande, una volta che questo giunse a Milano, proprio perché proseguimento dell'antico Ticinello, fu chiamato Cavo Ticinello: per volontà dei Torriani fu diretto a Selvanesco dove i signori di Milano possedevano vasti terreni. Rimase anche dopo la costruzione della Darsena di Porta Ticinese ad esserne l'emissario scolmatore, ruolo che mantiene ancora oggi con la Vettabbia. Dopo un lungo percorso sotterraneo, sbocca a cielo aperto a est di via dei Missaglia, attraversa l'omonimo parco Selvanesco e le sue acque finiscono nel Lambro Meridionale attraverso il reticolo irriguo tra questo e il Naviglio Pavese.

## Il Ticinello oggi
Il canale Ticinello è tuttora esistente, esso deriva le sue acque, dal Naviglio Grande presso il nodo idrico di Castelletto di Abbiategrasso, dove comincia anche il naviglio di Bereguardo.
In seguito lambisce Morimondo, Calvignasco, Bubbiano, Rosate e Vernate dopodiché attraversa il centro di Binasco dove biforcandosi dà origine al Navigliaccio e sottopassa il Naviglio Pavese. Successivamente bagna Lacchiarella, e tra le frazioni di Mettone e di Casirate Olona (che si trovano poco oltre il centro abitato principale di Lacchiarella), riceve le acque del cavo Rainoldi e poco oltre si unisce alla Roggia Carona.
Oggi come un tempo, lo scopo del Ticinello è quello di irrigare i campi: infatti, durante il suo corso il canale alimenta numerose rogge.